# Veronicastrum virginicum

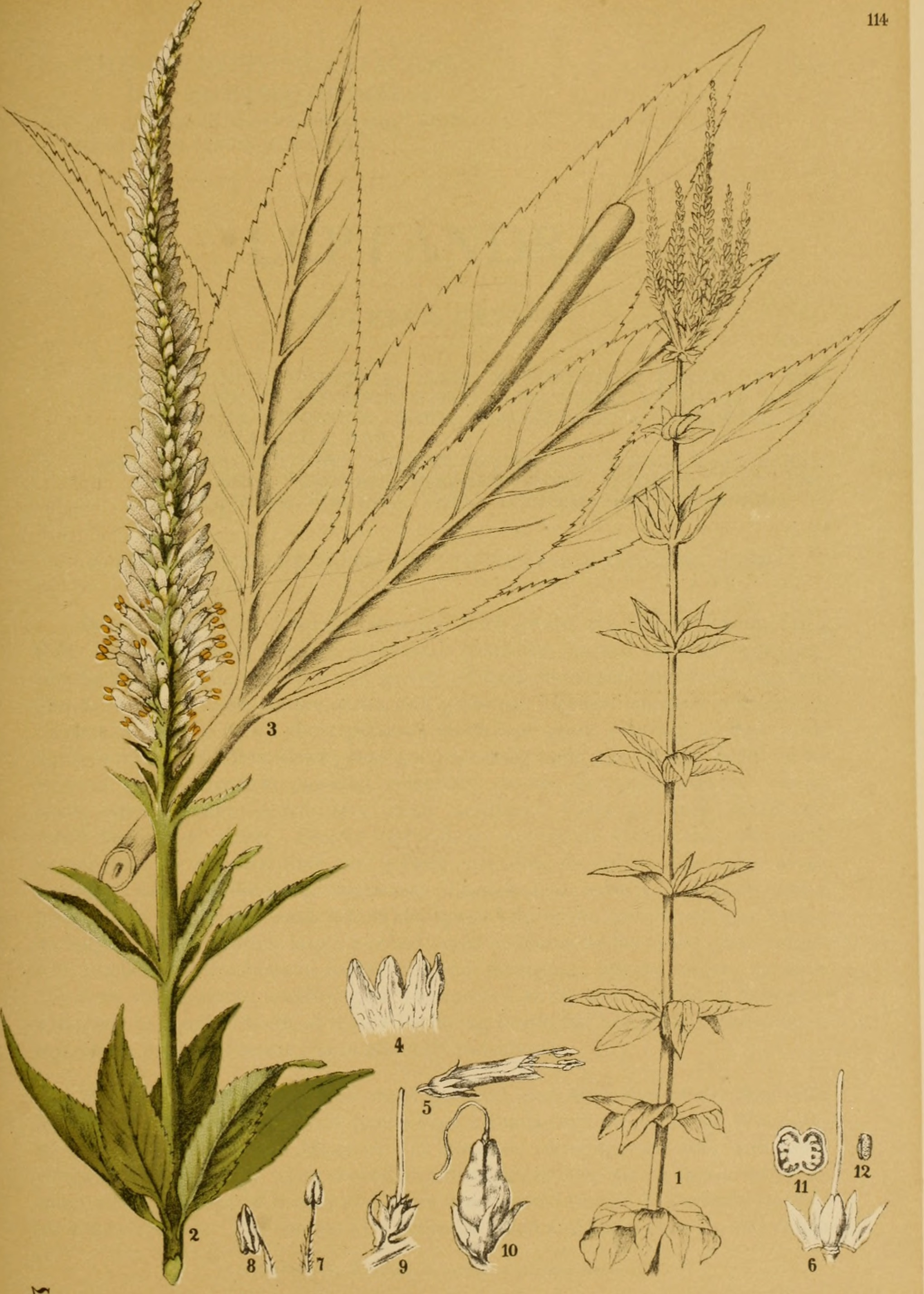
Illustration

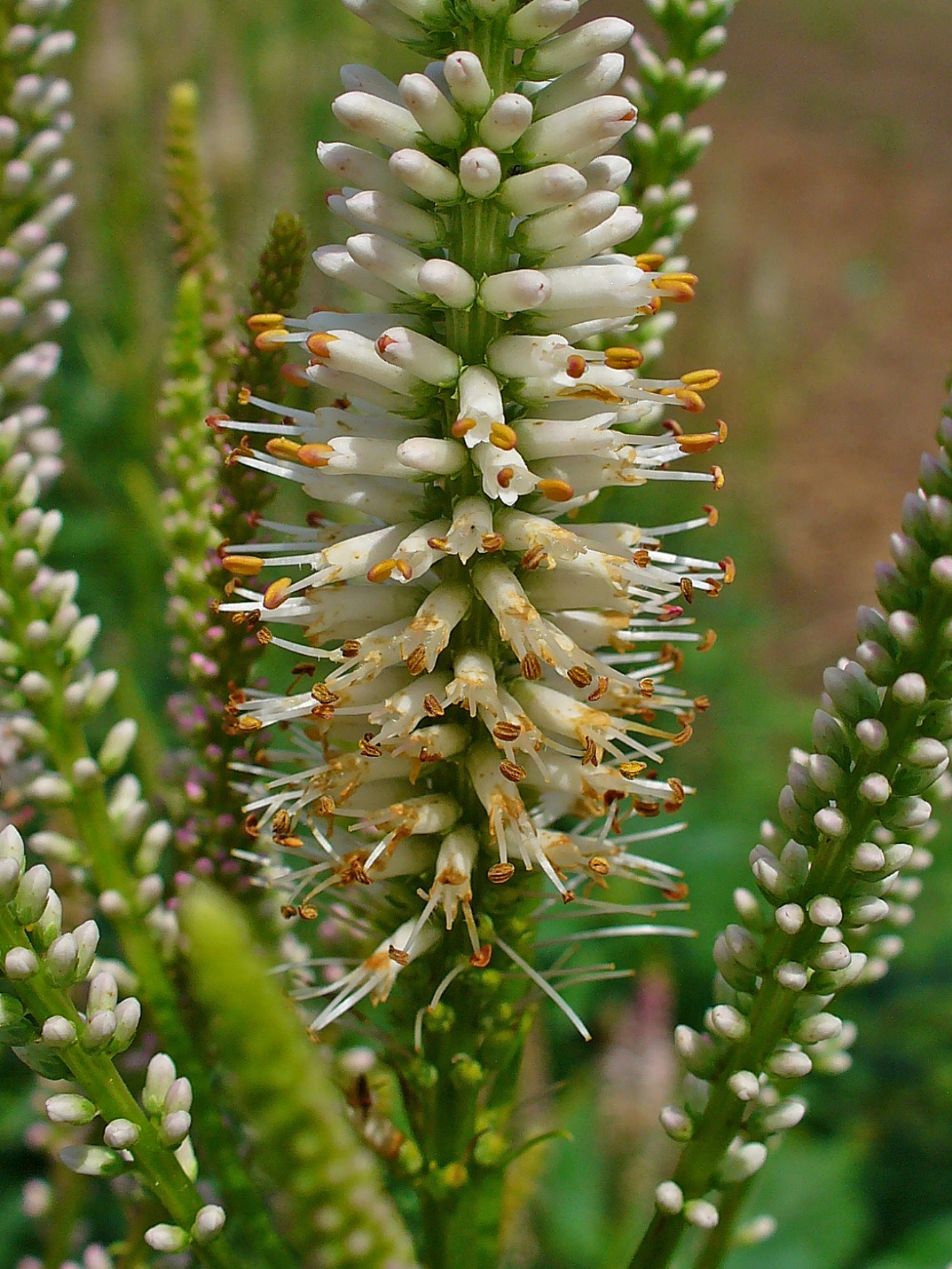
Blüten

Veronicastrum virginicum, auch Kandelaber-Ehrenpreis, Virginischer, Virginianischer Ehrenpreis, ist eine Pflanzenart aus der Familie der Wegerichgewächse (Plantaginaceae). Sie ist in den mittleren bis östlichen Vereinigten Staaten und im südöstlichen Kanada heimisch.

## Beschreibung
Veronicastrum virginicum ist eine aufrechte, krautige, ausdauernde Pflanze die bis zu 200 cm hoch und 45 cm breit wächst. Die schwach behaarten bis kahlen, steifen Stängel sind normalerweise unverzweigt.
Die kurz gestielten bis fast sitzenden Laubblätter sind spitzig gesägt und in Quirlen von 3–7 um den Stängel angeordnet. Die schmal eiförmigen, -lanzettlichen bis lanzettlichen, spitzen bis zugespitzten Blätter sind kahl bis, vor allem unterseits, leicht behaart.
Der lange, endständige, schlanke, dichte und vielblütige Blütenstand an schlanken Tragblättern ist eine aufrechte, pyramidale Traube die bis 30 cm lang wird. Die Blütenständen erscheinen einzeln oder zu mehreren. Die kleinen, kurz gestielten, nicht duftenden, 4–5-zähligen Blüten mit doppelter Blütenhülle sind zwittrig mit kleinen Deckblättern. Die 4 röhrig verwachsenen Kronblätter mit kurzen, aufrechten Zipfeln, zwei sind etwas kürzer, sind weiß oder gelegentlich rosa oder bläulich bis violett und etwa 4–5 mm lang. Der ungleiche 4–5-zählige Kelch ist klein. Die zwei im unteren Teil behaarten Staubblätter sind vorstehend, der zweikammerige Fruchtknoten ist oberständig mit etwas vorstehendem Griffel mit minimaler Narbe. Es ist ein Diskus vorhanden. Die Pflanze blüht etwa einen Monat lang, von Mitte Juni bis Ende August, je nach Breitengrad.
Es werden kleine, kahle und vielsamige, vierklappige Kapselfrüchte am beständigen Kelch gebildet.

## Verwendung
Veronicastrum virginicum wird als Zierpflanze für Gärten in den östlichen und zentralen Vereinigten Staaten innerhalb ihres natürlichen Verbreitungsgebiets kultiviert. Die meisten Baumschulen für einheimische Pflanzen verkaufen diese pflegeleichte und anpassungsfähige Staude häufig. Obwohl sie in amerikanischen Landschaften und Gärten nicht weit verbreitet ist. Sie ist bis mindestens −25 °C winterhart und wächst in voller Sonne bis Halbschatten in jedem feuchten, gut durchlässigen Boden. Es ist einfach, sie auszugraben, zu teilen und wie viele andere Stauden wieder einzusetzen, wenn sie zu groß oder dicht werden. Sie bleibt als aufrechter Horst und breitet sich nicht weit aus. Pflanzen benötigen selten eine Stütze; ältere Horste könnten jedoch davon profitieren. Man kann sie Ende Mai zurückschneiden oder ausgraben, teilen und wieder einsetzen. Diese Pflanze sät sich mit ihren winzigen Samen etwas selbst aus.
Die bittere Wurzel (Leptandra-Wurzel) mit scharfem Geruch wird medizinisch verwendet.